# Monopoli bilateral

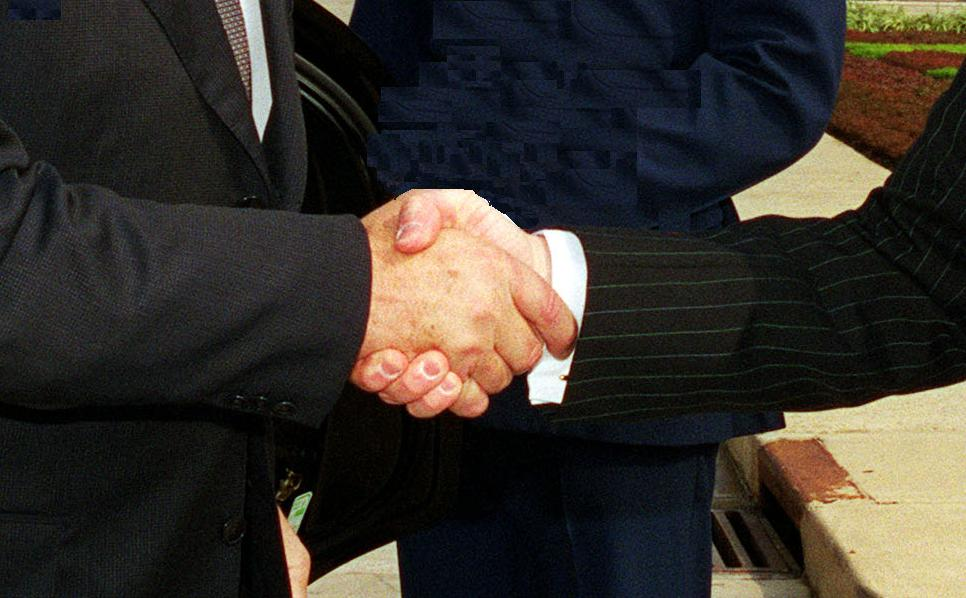
En el monopoli bilateral el poder de negociació es converteix en un factor clau per la determinació del preu

Un monopoli bilateral és un mercat on cohabiten un monopoli d'oferta i un de demanda, i on tant el venedor com el comprador poden influir en els preus. És a dir, existeix a la vegada per part dels venedors un monopoli o oligopoli i per part dels compradors un monopsoni o oligopsoni. Són força freqüents doncs representen l'intercanvi de béns no comuns, com per exemple la indústria de peces especialitzades.
En aquest cas tant el comprador com el venedor es troben en una situació de negociació, ja que el poder de monopoli (fent que el preu pugi) i el poder de monopsoni (fent que el preu baixi) es contraresten mútuament. Pot passar que no es contrarestin del tot prevalent un dels dos poders de manera significativa.
En conseqüència, no hi ha una regla senzilla, la seva "resolució" depèn del poder de negociació de cadascú, de la informació disponible, etc. Fins i tot si les posicions d'intercanvi mútuament avantatjoses s'exploten completament, això no condueix a la determinació d'una solució única; es pot dir que com a màxim s'aconsegueix un òptim de Pareto per definició però es presenten una infinitat d'òptims de Pareto, relacionats amb les "condicions inicials" del desenvolupament de les transaccions. Un d'ells pot tenir més temps i més paciència o més capacitat de convicció, etc.
En aquestes condicions la Ciència Econòmica busca les característiques dels òptims de Pareto associats a una o altra situació de monopoli bilateral, sense privilegiar-ne cap.